# Die Larry Sanders Show
Die Larry Sanders Show ist eine US-amerikanische Sitcom, die von 1992 bis 1998 mit 90 Folgen in sechs Staffeln auf HBO ausgestrahlt wurde.

## Handlung
Die Serie spielt hinter und vor den Kulissen der fiktiven Late-Night-Show The Larry Sanders Show. Sie zeigt den Alltag von Larry, dem Moderator, Arthur, genannt Artie, dem Produzenten und Hank Kingsley, Larrys Sidekick, mit all den zwischenmenschlichen Problemen, die zwischen ihnen und den Mitarbeitern, sowie den Gästen entstehen. Dabei werden sowohl die Arbeit als auch das Privatleben gezeigt. Neben mehreren Nebenfiguren treten insbesondere auch reale Prominente wie Robin Williams, Alec Baldwin, Jerry Seinfeld und Elvis Costello auf, die sich jeweils selbst spielen.

## Besetzung
- Garry Shandling: Larry Sanders, Moderator und Namensgeber der gleichnamigen Talk Show
- Rip Torn: Arthur („Artie“), Produzent der Talk Show
- Jeffrey Tambor: Hank Kingsley, Larrys Sidekick
- Penny Johnson Jerald: Beverly, Larrys persönliche Assistentin
- Janeane Garofalo: Paula, Disponentin der Talk Show
- Mary Lynn Rajskub: Mary Lou, Assistentin und spätere Disponentin der Show
- Jeremy Piven: Jerry, leitender Autor der Show
- Wallace Langham: Phil, Autor der Show
- Linda Doucett: Hanks persönliche Assistentin Darlene
- Scott Thompson: Hanks persönlicher Assistent Brian
- Megan Gallagher: Larrys zweite Ex-Frau Jeannie
- Kathryn Harrold: Larrys erste Ex-Frau Francine
- Deborah May: Melanie Parrish, Geschäftsführer des Senders
- Bob Odenkirk: Larrys Agent Stevie Grant

## Auszeichnungen
Golden Globe Award
- 1995: Nominierung für Garry Shandling als Bester Serien-Hauptdarsteller – Komödie oder Musical
- 1996: Nominierung für Garry Shandling als Bester Serien-Hauptdarsteller – Komödie oder Musical
- 1997: Nominierung als Beste Serie – Komödie oder Musical

Satellite Awards
- 1996: Beste Fernsehserie (Komödie/Musical)
- 1996: Nominierung für Garry Shandling als Bester Darsteller in einer Serie (Komödie/Musical)
- 1996: Nominierung für Rip Thorn als Bester Darsteller in einer Serie (Komödie/Musical)
- 1997:  Nominierung als Beste Fernsehserie (Komödie/Musical)
- 1997: Nominierung für Garry Shandling als Bester Darsteller in einer Serie (Komödie/Musical)

Emmy
- Primetime-Emmy-Verleihung 1993 – acht Nominierungen
  - Outstanding Comedy Series
  - Bester Gastdarsteller in einer Comedyserie (Dana Carvey)
  - Beste Gastdarstellerin in einer Comedyserie (Carol Burnett)
  - Bestes Drehbuch für eine Comedyserie (Garry Shandling, Dennis Klein – The Hey Now Episode)
  - Bestes Drehbuch für eine Comedyserie (Garry Shandling, Paul Simms, Peter Tolan, Rosie Shuster – The Spider Episode)
  - Bester Hauptdarsteller in einer Comedyserie (Garry Shandling)
  - Bester Nebendarsteller in einer Comedyserie (Jeffrey Tambor)
  - Bester Nebendarsteller in einer Comedyserie (Rip Torn)
- Primetime-Emmy-Verleihung 1994 – vier Nominierungen
  - Outstanding Comedy Series
  - Beste Regie für eine Comedyserie (Todd Holland – Lif Behind Larry)
  - Bestes Drehbuch für eine Comedyserie (Drake Sather, Victor Levin, Garry Shandling, Maya Forbes, Paul Simms – Larry's Agent)
  - Bester Nebendarsteller in einer Comedyserie (Rip Torn)
- Primetime-Emmy-Verleihung 1995 – sechs Nominierungen
  - Outstanding Comedy Series
  - Bester Hauptdarsteller in einer Comedyserie (Garry Shandling)
  - Bester Nebendarsteller in einer Comedyserie (Rip Torn)
  - Beste Regie für eine Comedyserie (Todd Holland – Hank's Night In The Sun)
  - Bestes Drehbuch für eine Comedyserie (Garry Shandling, Peter Tolan – The Mr. Sharon Stone Show)
  - Bestes Drehbuch für eine Comedyserie (Peter Tolan – Hank's Night In The Sun)
- Primetime-Emmy-Verleihung 1996 – 12 Nominierungen, davon eine Auszeichnung
  - Bester Nebendarsteller in einer Comedyserie (Rip Torn)
  - Outstanding Comedy Series
  - Bester Gastdarsteller in einer Comedyserie (Mandy Patinkin – Eight)
  - Beste Gastdarstellerin in einer Comedyserie (Rosie O’Donnell – Eight)
  - Beste Regie für eine Comedyserie (Todd Holland – I Was A Teenage Lesbian)
  - Beste Regie für eine Comedyserie (Michael Lehmann – Arthur After Hours)
  - Bestes Drehbuch für eine Comedyserie (Peter Tolan – Arthur After Hours)
  - Bestes Drehbuch für eine Comedyserie (Maya Forbes, Steve Levitan, Garry Shandling – Roseanne's Return)
  - Bestes Drehbuch für eine Comedyserie (Jon Vitti – Hank's Sex Tape)
  - Bester Hauptdarsteller in einer Comedyserie (Garry Shandling)
  - Bester Nebendarsteller in einer Comedyserie (Jeffrey Tambor)
  - Beste Nebendarstellerin in einer Comedyserie (Janeane Garofalo)
- Primetime-Emmy-Verleihung 1997 – 16 Nominierungen
  - Outstanding Comedy Series
  - Beste Regie für eine Comedyserie (Todd Holland – Everybody Loves Larry)
  - Beste Regie für eine Comedyserie (Alan Myerson – Ellen, Or Isn't She)
  - Bester Hauptdarsteller in einer Comedyserie (Garry Shandling)
  - Bester Nebendarsteller in einer Comedyserie (Jeffrey Tambor)
  - Bester Nebendarsteller in einer Comedyserie (Rip Torn)
  - Beste Nebendarstellerin in einer Comedyserie (Janeane Garofalo)
  - Bester Gastdarsteller einer Comedyserie (David Duchovy – Everybody Loves Larry)
  - Beste Gastdarstellerin einer Comedyserie (Ellen DeGeneres – Ellen, Or Isn't She?)
  - Bestes Drehbuch für eine Comedyserie (Judd Apatow, John Markus, Garry Shandling – Ellen, or Isn't She?)
  - Bestes Drehbuch für eine Comedyserie (Peter Tolan – My Name is Asher Kingsley)
  - Bestes Drehbuch für eine Comedyserie (Jon Vitti – Everybody Loves Larry)
  - Bester Schnitt einer Serie – Multi-Kamera-Produktion (Leslie Tolan, Paul Anderson – My Name Is Asher Kingsley)
  - Bester Schnitt einer Serie – Multi-Kamera-Produktion (Leslie Tolan, Sean K. Lambert – Everybody Loves Larry)
  - Beste Kamera einer Comedyserie (Peter Smokler Ellen, Or Isn't She)
  - Bester Sound-Mix in einer halbstündigen Comedyserie (Edward L. Moskowitz, Ed Golya, John Bickelhaupt – Ellen, Or Isn't She?)
- Primetime-Emmy-Verleihung 1998 – zehn Nominierungen, davon zwei Auszeichnungen
  - Beste Regie für eine Comedyserie (Todd Holland – Flip)
  - Bestes Drehbuch für eine Comedyserie (Peter Tolan, Garry Shandling – Flip)
  - Outstanding Comedy Series
  - Bester Hauptdarsteller in einer Comedyserie (Garry Shandling)
  - Bester Nebendarsteller in einer Comedyserie (Jeffrey Tambor)
  - Bester Nebendarsteller in einer Comedyserie (Rip Torn)
  - Bestes Drehbuch für eine Comedyserie (Richard Day, Alex Gregory, Peter Huyck – Putting The 'Gay' Back In Litigation)
  - Beste Kamera einer Comedyserie (Peter Smokler Flip)
  - Bester Schnitt einer Serie – Multi-Kamera-Produktion (Leslie Tolan, Paul Anderson, Sean K. Lambert – Flip)
  - Bester Sound-Mix in einer halbstündigen Comedyserie (Edward L. Moskowitz, Ed Golya, John Bickelhaupt – Flip)